# Мировой тур ATP Challenger 2014 (январь — июнь)
Мировой тур ATP Challenger 2014 (англ. 2014 ATP Challenger Tour) — серия соревнований профессиональных теннисистов, проводимых под эгидой Ассоциации теннисистов-профессионалов (АТР) в течение календарного года.
Статья содержит результаты первой половины года — с января по июнь.

## Расписание

### Январь
| Неделя     | Турнир                                                                               | Чемпионы (Счёт финала)                           | Финалист                           |
| ---------- | ------------------------------------------------------------------------------------ | ------------------------------------------------ | ---------------------------------- |
| 30 декабря | Нумеа, Франция Регулярная серия $75,000+H — Хард — 32S/24Q/16D Турнир 2014           | Алехандро Фалья 6-2 6-2                          | Стивен Диес                        |
| 30 декабря | Нумеа, Франция Регулярная серия $75,000+H — Хард — 32S/24Q/16D Турнир 2014           | Остин Крайчек Теннис Сандгрен 7-6(4) 6-4         | Анте Павич Блаж Рола               |
| 30 декабря | Сан-Паулу, Бразилия Регулярная серия $125,000+H — Хард — 32S/32Q/16D Турнир 2014     | Жуан Соуза 6-4 6-4                               | Алехандро Гонсалес                 |
| 30 декабря | Сан-Паулу, Бразилия Регулярная серия $125,000+H — Хард — 32S/32Q/16D Турнир 2014     | Геро Кречмер Александр Сачко 4-6 7-5 [10-6]      | Николас Баррьентос Виктор Эстрелья |
| 20 января  | Букараманга, Колумбия Регулярная серия $40,000+H — Грунт — 32S/32Q/16D Турнир 2014   | Алехандро Фалья 7-5 6-1                          | Паоло Лоренци                      |
| 20 января  | Букараманга, Колумбия Регулярная серия $40,000+H — Грунт — 32S/32Q/16D Турнир 2014   | Хуан Себастьян Кабаль Роберт Фара 7-6(3) 6-3     | Кевин Кинг Хуан-Карлос Спир        |
| 20 января  | Мауи, США Регулярная серия $50,000 — Хард — 32S/32Q/16D Турнир 2014                  | Брэдли Клан 6-2 6-3                              | Ян Цзунхуа                         |
| 20 января  | Мауи, США Регулярная серия $50,000 — Хард — 32S/32Q/16D Турнир 2014                  | Денис Кудла Ясутака Утияма 6-3 6-2               | Даниэль Косаковски Николас Мейстер |
| 20 января  | Хайльбронн, Германия Регулярная серия €106,500+H — Хард(i) — 32S/32Q/16D Турнир 2014 | Петер Гоёвчик 6-4 7-5                            | Игорь Сейслинг                     |
| 20 января  | Хайльбронн, Германия Регулярная серия €106,500+H — Хард(i) — 32S/32Q/16D Турнир 2014 | Томаш Беднарек Хенри Континен 3-6 7-6(3) [12-10] | Кен Скупски Нил Скупски            |
| 27 января  | Читре, Панама Регулярная серия $40,000+H — Хард — 32S/25Q/16D Турнир 2014            | Уэйн Одесник 5-7 6-4 6-4                         | Джимми Ван                         |
| 27 января  | Читре, Панама Регулярная серия $40,000+H — Хард — 32S/25Q/16D Турнир 2014            | Кевин Кинг Хуан-Карлос Спир 7-6(5) 6-4           | Алекс Льомпарт Матео Мартинес      |
| 27 января  | Берни, Австралия Регулярная серия $50,000 — Хард — 32S/32Q/16D Турнир 2014           | Мэтт Рид 6-3 6-2                                 | Хироки Мория                       |
| 27 января  | Берни, Австралия Регулярная серия $50,000 — Хард — 32S/32Q/16D Турнир 2014           | Мэтт Рид Джон-Патрик Смит 6-4 6-2                | Тосихидэ Мацуи Данай Удомчоке      |

### Февраль
| Неделя     | Турнир                                                                                  | Чемпионы (Счёт финала)                              | Финалист                                            |
| ---------- | --------------------------------------------------------------------------------------- | --------------------------------------------------- | --------------------------------------------------- |
| 3 февраля  | Аделаида, Австралия Регулярная серия $50,000 — Хард — 32S/32Q/16D Турнир 2014           | Брэдли Клан 6-3 7-6(9)                              | Тацума Ито                                          |
| 3 февраля  | Аделаида, Австралия Регулярная серия $50,000 — Хард — 32S/32Q/16D Турнир 2014           | Маркус Даниэлл Джармере Дженкинс 6-4 6-4            | Дэн Проподжа Жозе Рубин Стейтем                     |
| 3 февраля  | Ченнаи, Индия Регулярная серия $50,000 — Хард — 32S/32Q/16D Турнир 2014                 | Юки Бхамбри 4-6 6-3 7-5                             | Александр Кудрявцев                                 |
| 3 февраля  | Ченнаи, Индия Регулярная серия $50,000 — Хард — 32S/32Q/16D Турнир 2014                 | Юки Бхамбри Майкл Винус 6-4 7-6(3)                  | Н. Ширан Баладжи Блаж Рола                          |
| 3 февраля  | Даллас, США Регулярная серия $100,000 — Хард(i) — 32S/32Q/16D Турнир 2014               | Стив Джонсон 6-4 6-4                                | Малик Джазири                                       |
| 3 февраля  | Даллас, США Регулярная серия $100,000 — Хард(i) — 32S/32Q/16D Турнир 2014               | Сэмюэль Грот Крис Гуччоне 6-4 6-2                   | Райан Харрисон Марк Ноулз                           |
| 10 февраля | Калькутта, Индия Регулярная серия $50,000 — Хард — 32S/32Q/16D Турнир 2014              | Илья Бозоляц 6-1 6-1                                | Евгений Донской                                     |
| 10 февраля | Калькутта, Индия Регулярная серия $50,000 — Хард — 32S/32Q/16D Турнир 2014              | Сакет Минени Санам Сингх 6-3 3-6 [10-4]             | Дивидж Шаран Вишну Вардхан                          |
| 10 февраля | Бергамо, Италия Регулярная серия €42,500+H — Хард(i) — 32S/32Q/16D Турнир 2014          | Симоне Болелли 7-6(6) 6-4                           | Ян-Леннард Штруфф                                   |
| 10 февраля | Бергамо, Италия Регулярная серия €42,500+H — Хард(i) — 32S/32Q/16D Турнир 2014          | Кароль Бек Михал Мертиняк 6-3 3-6 [10-4]            | Константин Кравчук Денис Молчанов                   |
| 10 февраля | Кемпер, Франция Регулярная серия €42,500+H — Хард(i) — 32S/32Q/16D Турнир 2014          | Пьер-Юг Эрбер 7-6(5) 6-3                            | Венсан Мийо                                         |
| 10 февраля | Кемпер, Франция Регулярная серия €42,500+H — Хард(i) — 32S/32Q/16D Турнир 2014          | Пьер-Юг Эрбер Альбано Оливетти 6-4 6-3              | Тони Андроич Никола Мектич                          |
| 17 февраля | Астана, Казахстан Регулярная серия $75,000 — Хард(i) — 32S/32Q/16D Турнир 2014          | Андрей Голубев 6-4 6-4                              | Жиль Мюллер                                         |
| 17 февраля | Астана, Казахстан Регулярная серия $75,000 — Хард(i) — 32S/32Q/16D Турнир 2014          | Сергей Бетов Александр Бурый 6-1 6-4                | Андрей Голубев Евгений Королёв                      |
| 17 февраля | Куэрнавака, Мексика Регулярная серия $75,000+H — Хард — 32S/32Q/16D Турнир 2014         | Геральд Мельцер 6-1 6-4                             | Виктор Эстрелья                                     |
| 17 февраля | Куэрнавака, Мексика Регулярная серия $75,000+H — Хард — 32S/32Q/16D Турнир 2014         | Андрей Мартин Геральд Мельцер 6-2 6-4               | Алехандро Морено Фигероа Мигель-Анхель Рейес-Варела |
| 17 февраля | Нью-Дели, Индия Регулярная серия $100,000 — Хард — 32S/32Q/16D Турнир 2014              | Сомдев Девварман 6-3 6-1                            | Александр Недовесов                                 |
| 17 февраля | Нью-Дели, Индия Регулярная серия $100,000 — Хард — 32S/32Q/16D Турнир 2014              | Сакет Минени Санам Сингх 7-6(5) 6-4                 | Санчай Ративатана Сончат Ративатана                 |
| 24 февраля | Салинас, Эквадор Регулярная серия $40,000+H — Грунт — 32S/32Q/16D Турнир 2014           | Виктор Эстрелья 6-3 6-4                             | Андреа Кольярини                                    |
| 24 февраля | Салинас, Эквадор Регулярная серия $40,000+H — Грунт — 32S/32Q/16D Турнир 2014           | Роберто Майтин Фернандо Ромболи 6-3 6-4             | Уго Дельен Эдуардо Шванк                            |
| 24 февраля | Гуанчжоу, Китай Регулярная серия $50,000+H — Хард — 32S/32Q/16D Турнир 2014             | Блаж Рола 6-7(4) 6-4 6-3                            | Юити Сугита                                         |
| 24 февраля | Гуанчжоу, Китай Регулярная серия $50,000+H — Хард — 32S/32Q/16D Турнир 2014             | Санчай Ративатана Сончат Ративатана 6-2 6-4         | Ли Синьхань Амир Вайнтрауб                          |
| 24 февраля | Шербур-Октевиль, Франция Регулярная серия €64,000+H — Хард(i) — 32S/32Q/16D Турнир 2014 | Кенни де Схеппер 3-6 6-2 6-3                        | Норберт Гомбош                                      |
| 24 февраля | Шербур-Октевиль, Франция Регулярная серия €64,000+H — Хард(i) — 32S/32Q/16D Турнир 2014 | Хенри Континен Константин Кравчук 6-4 6-7(3) [10-7] | Пьер-Юг Эрбер Альбано Оливетти                      |

### Март
| Неделя   | Турнир                                                                                                | Чемпионы (Счёт финала)                           | Финалист                         |
| -------- | --- | ------------------------------------------------ | -------------------------------- |
| 3 марта  | Киото, Япония Регулярная серия $40,000+H — Хард(i) — 32S/32Q/16D Турнир 2014                          | Мартин Фишер 3-6 7-5 6-4                         | Тацума Ито                       |
| 3 марта  | Киото, Япония Регулярная серия $40,000+H — Хард(i) — 32S/32Q/16D Турнир 2014                          | Пурав Раджа Дивидж Шаран 5-7 7-6(3) [10-4]       | Санчай Ративатана Майкл Винус    |
| 10 марта | Кубок Казанского Кремля Казань, Россия Регулярная серия $75,000+H — Хард(i) — 32S/32Q/16D Турнир 2014 | Марсель Ильхан 7-6(6) 6-3                        | Михаэль Беррер                   |
| 10 марта | Кубок Казанского Кремля Казань, Россия Регулярная серия $75,000+H — Хард(i) — 32S/32Q/16D Турнир 2014 | Флавио Чиполла Горан Тошич 3-6 7-5 [12-10]       | Виктор Балуда Константин Кравчук |
| 10 марта | Ирвинг, США Регулярная серия $125,000+H — Хард — 32S/32Q/16D Турнир 2014                              | Лукаш Росол 6-0 6-3                              | Стив Джонсон                     |
| 10 марта | Ирвинг, США Регулярная серия $125,000+H — Хард — 32S/32Q/16D Турнир 2014                              | Сантьяго Гонсалес Скотт Липски 4-6 7-6(7) [10-7] | Джон-Патрик Смит Майкл Винус     |
| 17 марта | Панама, Панама Регулярная серия $40,000+H — Грунт — 32S/32Q/16D Турнир 2014                           | Пере Риба 7-5 5-7 6-2                            | Блаж Рола                        |
| 17 марта | Панама, Панама Регулярная серия $40,000+H — Грунт — 32S/32Q/16D Турнир 2014                           | Франтишек Чермак Михаил Елгин 4-6 6-3 [10-8]     | Мартин Алунд Гильермо Дуран      |
| 17 марта | Римуски, Канада Регулярная серия $40,000+H — Хард(i) — 32S/32Q/16D Турнир 2014                        | Сэмюэль Грот 7-6(3) 6-2                          | Анте Павич                       |
| 17 марта | Римуски, Канада Регулярная серия $40,000+H — Хард(i) — 32S/32Q/16D Турнир 2014                        | Эдвард Корри Даниэль Сметхёрст 6-2 6-1           | Жермен Жигунон Оливье Рохус      |
| 24 марта | Барранкилья, Колумбия Регулярная серия $40,000+H — Грунт — 32S/32Q/16D Турнир 2014                    | Пабло Куэвас 6-3 6-1                             | Мартин Клижан                    |
| 24 марта | Барранкилья, Колумбия Регулярная серия $40,000+H — Грунт — 32S/32Q/16D Турнир 2014                    | Пабло Куэвас Пере Риба 6-4 6-3                   | Франтишек Чермак Михаил Елгин    |
| 24 марта | Гвадалахара, Мексика Регулярная серия $100,000+H — Хард — 32S/32Q/16D Турнир 2014                     | Жиль Мюллер 6-2 6-2                              | Денис Кудла                      |
| 24 марта | Гвадалахара, Мексика Регулярная серия $100,000+H — Хард — 32S/32Q/16D Турнир 2014                     | Сесар Рамирес Мигель Анхель Рейес-Варела 6-4 6-2 | Андре Бегеман Мэттью Эбден       |
| 31 марта | Леон-де-лос-Альдама, Мексика Регулярная серия $40,000+H — Хард — 32S/27Q/16D Турнир 2014              | Раджив Рам 6-2 6-2                               | Сэмюэль Грот                     |
| 31 марта | Леон-де-лос-Альдама, Мексика Регулярная серия $40,000+H — Хард — 32S/27Q/16D Турнир 2014              | Сэмюэль Грот Крис Гуччоне 6-3 6-4                | Маркус Даниэлл Артём Ситак       |
| 31 марта | Сен-Бриё, Франция Регулярная серия €42,500+H — Хард(i) — 32S/22Q/16D Турнир 2014                      | Андреас Бек 7-5 6-3                              | Грегуар Бюркье                   |
| 31 марта | Сен-Бриё, Франция Регулярная серия €42,500+H — Хард(i) — 32S/22Q/16D Турнир 2014                      | Доминик Мефферт Тим Пютц 6-4 6-3                 | Виктор Балуда Филипп Маркс       |
| 31 марта | Ле-Госье, Франция Регулярная серия $100,000+H — Хард — 32S/22Q/16D Турнир 2014                        | Стив Джонсон 6-1 6-7(5) 7-6(2)                   | Кенни де Схеппер                 |
| 31 марта | Ле-Госье, Франция Регулярная серия $100,000+H — Хард — 32S/22Q/16D Турнир 2014                        | Томаш Беднарек Адиль Шамасдин 7-6 6-7(5) [10-8]  | Геро Кречмер Майкл Винус         |

### Апрель
| Неделя    | Турнир                                                                                               | Чемпионы (Счёт финала)                                  | Финалист                                 |
| --------- | --- | ------------------------------------------------------- | ---------------------------------------- |
| 7 апреля  | Итажаи, Бразилия Регулярная серия $40,000+H — Грунт — 32S/32Q/16D Турнир 2014                        | Факундо Аргуэльо 4-6 6-0 6-4                            | Диего Шварцман                           |
| 7 апреля  | Итажаи, Бразилия Регулярная серия $40,000+H — Грунт — 32S/32Q/16D Турнир 2014                        | Максимо Гонсалес Эдуардо Шванк 6-2 6-3                  | Андре Са Жуан Соуза                      |
| 7 апреля  | Мерсин, Турция Регулярная серия €64,000 — Грунт — 32S/32Q/16D Турнир 2014                            | Дамир Джумхур 7-6(4) 6-3                                | Пере Риба                                |
| 7 апреля  | Мерсин, Турция Регулярная серия €64,000 — Грунт — 32S/32Q/16D Турнир 2014                            | Раду Албот Ярослав Поспишил 7-6(7) 6-1                  | Томас Фаббиано Маттео Виола              |
| 14 апреля | Сан-Луис-Потоси, Мексика Регулярная серия $40,000+H — Грунт — 32S/32Q/16D Турнир 2014                | Паоло Лоренци 6-1 6-3                                   | Адриан Менендес-Масейрас                 |
| 14 апреля | Сан-Луис-Потоси, Мексика Регулярная серия $40,000+H — Грунт — 32S/32Q/16D Турнир 2014                | Кевин Кинг Хуан-Карлос Спир 6-3 6-4                     | Адриан Менендес-Масейрас Агустин Велотти |
| 14 апреля | Сан-Паулу, Бразилия Регулярная серия $40,000+H — Грунт — 32S/32Q/16D Турнир 2014                     | Рожериу Дутра да Сильва 6-1 6-3                         | Блаж Рола                                |
| 14 апреля | Сан-Паулу, Бразилия Регулярная серия $40,000+H — Грунт — 32S/32Q/16D Турнир 2014                     | Гидо Пелья Диего Шварцман 1-6 6-3 [10-4]                | Максимо Гонсалес Андрес Мольтени         |
| 14 апреля | Сантьяго, Чили Регулярная серия $40,000+H — Грунт — 32S/32Q/16D Турнир 2014                          | Тимо де Баккер 4-6 7-6(10) 6-1                          | Джеймс Дакворт                           |
| 14 апреля | Сантьяго, Чили Регулярная серия $40,000+H — Грунт — 32S/32Q/16D Турнир 2014                          | Кристиан Гарин Николас Ярри Без игры                    | Хорхе Агилар Ханс Подлипник-Кастильо     |
| 14 апреля | Сарасота, США Регулярная серия $100,000 — Грунт — 32S/32Q/16D Турнир 2014                            | Ник Кирьос 7-6(10) 6-4                                  | Филип Краинович                          |
| 14 апреля | Сарасота, США Регулярная серия $100,000 — Грунт — 32S/32Q/16D Турнир 2014                            | Марин Драганя Хенри Континен 7-5 5-7 [10-6]             | Рубен Рамирес Идальго Франко Шкугор      |
| 21 апреля | Сантус, Бразилия Регулярная серия $40,000+H — Грунт — 32S/32Q/16D Турнир 2014                        | Максимо Гонсалес 7-5 6-3                                | Гаштан Элиаш                             |
| 21 апреля | Сантус, Бразилия Регулярная серия $40,000+H — Грунт — 32S/32Q/16D Турнир 2014                        | Максимо Гонсалес Андреас Мольтени 7-5 6-4               | Гильермо Дуран Ренсо Оливо               |
| 21 апреля | Верчелли, Италия Регулярная серия $42,500 — Грунт — 32S/32Q/16D Турнир 2014                          | Симоне Болелли 6-2 6-2                                  | Мате Делич                               |
| 21 апреля | Верчелли, Италия Регулярная серия $42,500 — Грунт — 32S/32Q/16D Турнир 2014                          | Маттео Донати Стефано Наполитано 7-6(2) 6-3             | Пьер-Юг Эрбер Альбано Оливетти           |
| 21 апреля | Саванна, США Регулярная серия $50,000 — Грунт — 32S/32Q/16D Турнир 2014                              | Ник Кирьос 2-6 7-6(4) 6-4                               | Джек Сок                                 |
| 21 апреля | Саванна, США Регулярная серия $50,000 — Грунт — 32S/32Q/16D Турнир 2014                              | Илья Бозоляц Майкл Винус 7-5 6-2                        | Факундо Багнис Александр Богомолов       |
| 21 апреля | Шэньчжэнь, Китай Регулярная серия $50,000+H — Хард — 32S/32Q/16D Турнир 2014                         | Жиль Мюллер 7-6(4) 6-3                                  | Лукаш Лацко                              |
| 21 апреля | Шэньчжэнь, Китай Регулярная серия $50,000+H — Хард — 32S/32Q/16D Турнир 2014                         | Сэмюэль Грот Крис Гуччоне 6-3 7-6(5)                    | Доминик Мефферт Тим Пютц                 |
| 28 апреля | Кали, Колумбия Регулярная серия $40,000+H — Грунт — 32S/30Q/16D Турнир 2014                          | Гонсало Лама 6-3 4-6 6-3                                | Марко Трунджелитти                       |
| 28 апреля | Кали, Колумбия Регулярная серия $40,000+H — Грунт — 32S/30Q/16D Турнир 2014                          | Факундо Багнис Эдуардо Шванк 6-3 6-3                    | Николас Баррьентос Эдуардо Струвай       |
| 28 апреля | Таллахасси, США Регулярная серия $50,000 — Грунт — 32S/24Q/16D Турнир 2014                           | Робби Джинепри 6-3 6-4                                  | Фрэнк Данцевич                           |
| 28 апреля | Таллахасси, США Регулярная серия $50,000 — Грунт — 32S/24Q/16D Турнир 2014                           | Райан Агар Себастьян Бадер 6-4 7-6(3)                   | Бьорн Фратанджело Митчелл Крюгер         |
| 28 апреля | Аньнин, Китай Регулярная серия $50,000+H — Грунт — 32S/26Q/16D Турнир 2014                           | Алекс Болт 6-2 7-5                                      | Никола Мектич                            |
| 28 апреля | Аньнин, Китай Регулярная серия $50,000+H — Грунт — 32S/26Q/16D Турнир 2014                           | Алекс Болт Эндрю Уиттингтон 6-4 6-3                     | Даниэль Кокс Гун Маосинь                 |
| 28 апреля | Тайбэй, Тайвань Регулярная серия $75,000 — Ковёр(i) — 32S/25Q/16D Турнир 2014                        | Жиль Мюллер 6-3 6-3                                     | Джон-Патрик Смит                         |
| 28 апреля | Тайбэй, Тайвань Регулярная серия $75,000 — Ковёр(i) — 32S/25Q/16D Турнир 2014                        | Сэмюэль Грот Крис Гуччоне 6-4 5-7 [10-8]                | Остин Крайчек Джон-Патрик Смит           |
| 28 апреля | Острава, Чехия Регулярная серия €85,000+H — Грунт — 32S/32Q/16D Турнир 2014                          | Андрей Кузнецов 2-6 6-3 6-0                             | Милослав Мечирж                          |
| 28 апреля | Острава, Чехия Регулярная серия €85,000+H — Грунт — 32S/32Q/16D Турнир 2014                          | Андрей Кузнецов Адриан Менендес-Масейрас 4-6 6-3 [10-8] | Алессандро Мотти Маттео Виола            |
| 28 апреля | Открытый чемпионат Туниса Тунис, Тунис Регулярная серия $125,000+H — Грунт — 32S/18Q/16D Турнир 2014 | Симоне Болелли 6-4 6-2                                  | Юлиан Райстер                            |
| 28 апреля | Открытый чемпионат Туниса Тунис, Тунис Регулярная серия $125,000+H — Грунт — 32S/18Q/16D Турнир 2014 | Пьер-Юг Эрбер Адиль Шамасдин 6-3 7-6(5)                 | Стефан Франсен Йессе Хута Галунг         |

### Май
| Неделя | Турнир | Чемпионы (Счёт финала)                        | Финалист                          |
| ------ | --- | --------------------------------------------- | --------------------------------- |
| 5 мая  | Кимчхон, Южная Корея Регулярная серия $50,000 — Хард — 32S/32Q/16D Турнир 2014                            | Жиль Мюллер 7-6(5) 5-7 6-4                    | Тацума Ито                        |
| 5 мая  | Кимчхон, Южная Корея Регулярная серия $50,000 — Хард — 32S/32Q/16D Турнир 2014                            | Сэмюэль Грот Крис Гуччоне 6-7(5) 7-5 [10-4]   | Остин Крайчек Джон-Патрик Смит    |
| 5 мая  | Рим, Италия Регулярная серия €42,500+H — Грунт — 32S/32Q/16D Турнир 2014                                  | Юлиан Райстер 6-3 6-2                         | Пабло Куэвас                      |
| 5 мая  | Рим, Италия Регулярная серия €42,500+H — Грунт — 32S/32Q/16D Турнир 2014                                  | Раду Албот Артём Ситак 4-6 6-2 [11-9]         | Андреа Арнабольди Флавио Чиполла  |
| 5 мая  | Экс-ан-Прованс, Франция Регулярная серия €64,000 — Грунт — 32S/22Q/16D Турнир 2014                        | Диего Шварцман 6-7(4) 6-3 6-2                 | Андреас Бек                       |
| 5 мая  | Экс-ан-Прованс, Франция Регулярная серия €64,000 — Грунт — 32S/22Q/16D Турнир 2014                        | Диего Шварцман Орасио Себальос 6-4 3-6 [10-5] | Андреас Бек Мартин Фишер          |
| 12 мая | Хайльбронн, Германия Регулярная серия €35,000+H — Грунт — 32S/32Q/16D Турнир 2014                         | Ян-Леннард Штруфф 6-2 7-6(5)                  | Мартон Фучович                    |
| 12 мая | Хайльбронн, Германия Регулярная серия €35,000+H — Грунт — 32S/32Q/16D Турнир 2014                         | Андре Бегеман Тим Пютц 6-3 6-3                | Йессе Хута Галунг Рамиз Джунейд   |
| 12 мая | Самарканд, Узбекистан Регулярная серия $50,000 — Грунт — 32S/32Q/16D Турнир 2014                          | Фаррух Дустов 7-6(4) 6-1                      | Аслан Карацев                     |
| 12 мая | Самарканд, Узбекистан Регулярная серия $50,000 — Грунт — 32S/32Q/16D Турнир 2014                          | Сергей Бетов Александр Бурый 6-4 6-3          | Шонигматьон Шофайзиев Важа Узаков |
| 12 мая | Пусан, Южная Корея Регулярная серия $75,000+H — Хард — 32S/32Q/16D Турнир 2014                            | Го Соэда 6-3 7-6(5)                           | Джимми Ван                        |
| 12 мая | Пусан, Южная Корея Регулярная серия $75,000+H — Хард — 32S/32Q/16D Турнир 2014                            | Санчай Ративатана Сончат Ративатана 6-4 6-4   | Джейми Дельгадо Джон-Патрик Смит  |
| 12 мая | BNP Paribas Primrose Bordeaux Бордо, Франция Регулярная серия €85,000+H — Грунт — 32S/32Q/16D Турнир 2014 | Жюльен Беннето 6-3 6-2                        | Стив Джонсон                      |
| 12 мая | BNP Paribas Primrose Bordeaux Бордо, Франция Регулярная серия €85,000+H — Грунт — 32S/32Q/16D Турнир 2014 | Марк Жикель Сергей Стаховский Без игры        | Райан Харрисон Алекс Кузнецов     |
| 19 мая | Карши, Узбекистан Регулярная серия $50,000 — Хард — 32S/32Q/16D Турнир 2014                               | Николоз Басилашвили 7-6(2) 6-2                | Чейз Башанан                      |
| 19 мая | Карши, Узбекистан Регулярная серия $50,000 — Хард — 32S/32Q/16D Турнир 2014                               | Сергей Бетов Александр Бурый 7-5 1-6 [10-6]   | Гун Маосинь Пэн Сяньинь           |
| 26 мая | Виченца, Италия Регулярная серия €42,500 — Грунт — 32S/32Q/16D Турнир 2014                                | Филип Краинович 6-4 6-4                       | Норберт Гомбош                    |
| 26 мая | Виченца, Италия Регулярная серия €42,500 — Грунт — 32S/32Q/16D Турнир 2014                                | Андрей Мартин Игорь Зеленай 6-1 7-5           | Блажей Конюш Матеуш Ковальчик     |

### Июнь
| Неделя  | Турнир | Чемпионы (Счёт финала)                                    | Финалист                                       |
| ------- | --- | --------------------------------------------------------- | ---------------------------------------------- |
| 2 июня  | Арад, Румыния Регулярная серия €35,000+H — Грунт — 32S/22Q/16D Турнир 2014                                      | Дамир Джумхур 6-4 7-6(3)                                  | Пере Риба                                      |
| 2 июня  | Арад, Румыния Регулярная серия €35,000+H — Грунт — 32S/22Q/16D Турнир 2014                                      | Франко Шкугор Антонио Веич 6-4 7-6(3)                     | Раду Албот Артём Ситак                         |
| 2 июня  | Фюрт, Германия Регулярная серия €35,000+H — Грунт — 32S/24Q/16D Турнир 2014                                     | Тобиас Камке 6-3 6-2                                      | Иньиго Сервантес Уэгун                         |
| 2 июня  | Фюрт, Германия Регулярная серия €35,000+H — Грунт — 32S/24Q/16D Турнир 2014                                     | Херард Гранольерс-Пуйоль Хорди Сампер Монтанья 7-6(1) 6-2 | Адриан Менендес-Масейрас Рубен Рамирес Идальго |
| 2 июня  | Местре, Италия Регулярная серия €42,500+H — Грунт — 32S/22Q/16D Турнир 2014                                     | Пабло Куэвас 6-4 4-6 6-2                                  | Марко Чеккинато                                |
| 2 июня  | Местре, Италия Регулярная серия €42,500+H — Грунт — 32S/22Q/16D Турнир 2014                                     | Пабло Куэвас Орасио Себальос 6-4 6-1                      | Даниэле Браччали Потито Стараче                |
| 2 июня  | AEGON Trophy Ноттингем, Великобритания Регулярная серия €64,000 — Трава — 32S/32Q/16D Турнир 2014               | Маркос Багдатис 6-4 6-3                                   | Маринко Матошевич                              |
| 2 июня  | AEGON Trophy Ноттингем, Великобритания Регулярная серия €64,000 — Трава — 32S/32Q/16D Турнир 2014               | Крис Гуччоне Раджив Рам 6-7(2) 6-2 [11-9]                 | Колин Флеминг Андре Са                         |
| 2 июня  | UniCredit Czech Open Простеёв, Чехия Регулярная серия €106,500+H — Грунт — 32S/27Q/16D Турнир 2014              | Иржи Веселый 6-2 6-2                                      | Норберт Гомбош                                 |
| 2 июня  | UniCredit Czech Open Простеёв, Чехия Регулярная серия €106,500+H — Грунт — 32S/27Q/16D Турнир 2014              | Андре Бегеман Лукаш Росол 6-1 6-2                         | Питер Полански Адиль Шамасдин                  |
| 9 июня  | Блуа, Франция Регулярная серия €35,000+H — Грунт — 32S/12Q/16D Турнир 2014                                      | Максимо Гонсалес 6-2 6-3                                  | Гаштан Элиаш                                   |
| 9 июня  | Блуа, Франция Регулярная серия €35,000+H — Грунт — 32S/12Q/16D Турнир 2014                                      | Тристан Ламасин Лоран Локоли 7-5 6-0                      | Гильермо Дуран Максимо Гонсалес                |
| 9 июня  | Кошице, Словакия Регулярная серия €35,000+H — Грунт — 32S/22Q/16D Турнир 2014                                   | Фрэнк Данцевич 6-2 3-6 6-2                                | Норберт Гомбош                                 |
| 9 июня  | Кошице, Словакия Регулярная серия €35,000+H — Грунт — 32S/22Q/16D Турнир 2014                                   | Факундо Аргуэльо Ариэль Беар 6-4 7-6(4)                   | Андрей Капаш Блажей Конюш                      |
| 9 июня  | Фергана, Узбекистан Регулярная серия $50,000 — Хард — 32S/29Q/16D Турнир 2014                                   | Блаж Кавчич 6-4 7-6(8)                                    | Александр Кудрявцев                            |
| 9 июня  | Фергана, Узбекистан Регулярная серия $50,000 — Хард — 32S/29Q/16D Турнир 2014                                   | Сергей Бетов Александр Бурый 6-7(6) 7-6(1) [10-3]         | Николас Баррьентос Станислав Вовк              |
| 9 июня  | Sparta Prague Open Прага, Чехия Регулярная серия €42,500 — Грунт — 32S/32Q/16D Турнир 2014                      | Лукаш Росол 3-6 6-4 6-4                                   | Иржи Веселый                                   |
| 9 июня  | Sparta Prague Open Прага, Чехия Регулярная серия €42,500 — Грунт — 32S/32Q/16D Турнир 2014                      | Роман Ебавы Иржи Веселый 6-1 6-3                          | Ли Синьхань Чжан Цзэ                           |
| 9 июня  | AEGON Nottingham Challenge Ноттингем, Великобритания Регулярная серия €64,000 — Трава — 32S/32Q/16D Турнир 2014 | Ник Кирьос 7-6(3) 7-6(7)                                  | Сэмюэль Грот                                   |
| 9 июня  | AEGON Nottingham Challenge Ноттингем, Великобритания Регулярная серия €64,000 — Трава — 32S/32Q/16D Турнир 2014 | Рамиз Джунейд Майкл Винус 4-6 7-6(1) [10-6]               | Рубен Бемельманс Го Соэда                      |
| 9 июня  | Кальтаниссетта, Италия Регулярная серия €106,500+H — Грунт — 32S/24Q/16D Турнир 2014                            | Пабло Карреньо Буста 4-6 6-4 6-1                          | Факундо Багнис                                 |
| 9 июня  | Кальтаниссетта, Италия Регулярная серия €106,500+H — Грунт — 32S/24Q/16D Турнир 2014                            | Даниэле Браччали Потито Стараче 6-3 6-3                   | Пабло Карреньо Буста Энрике Лопес-Перес        |
| 16 июня | Милан, Италия Регулярная серия €35,000+H — Грунт — 32S/32Q/16D Турнир 2014                                      | Альберт Рамос 6-3 7-5                                     | Пере Риба                                      |
| 16 июня | Милан, Италия Регулярная серия €35,000+H — Грунт — 32S/32Q/16D Турнир 2014                                      | Гильермо Дуран Максимо Гонсалес 6-3 6-3                   | Джеймс Серретани Франк Мозер                   |
| 16 июня | Тяньцзинь, Китай Регулярная серия $50,000+H — Хард — 32S/31Q/16D Турнир 2014                                    | Блаж Кавчич 6-2 3-6 7-5                                   | Александр Кудрявцев                            |
| 16 июня | Тяньцзинь, Китай Регулярная серия $50,000+H — Хард — 32S/31Q/16D Турнир 2014                                    | Робин Керн Жослан Уанна 6-7(3) 7-5 [10-8]                 | Джейсон Джунг Эван Кинг                        |
| 16 июня | Мохаммедия, Марокко Регулярная серия €42,500 — Грунт — 32S/14Q/16D Турнир 2014                                  | Пабло Карреньо Буста 7-6(2) 2-6 6-2                       | Даниэль Муньос-де ла Нава                      |
| 16 июня | Мохаммедия, Марокко Регулярная серия €42,500 — Грунт — 32S/14Q/16D Турнир 2014                                  | Фабиано де Паула Мохамед Сафват 6-2 3-6 [10-6]            | Рихард Беккер Эли Руссе                        |
| 23 июня | Марбург, Германия Регулярная серия €35,000+H — Грунт — 32S/31Q/16D Турнир 2014                                  | Орасио Себальос 3-6 6-3 6-3                               | Тимо де Баккер                                 |
| 23 июня | Марбург, Германия Регулярная серия €35,000+H — Грунт — 32S/31Q/16D Турнир 2014                                  | Ярослав Поспишил Франко Шкугор 6-4 6-4                    | Диего Шварцман Орасио Себальос                 |
| 23 июня | Наньчан, Китай Регулярная серия $50,000+H — Хард — 32S/24Q/16D Турнир 2014                                      | Го Соэда 6-3 2-6 7-6(3)                                   | Блаж Кавчич                                    |
| 23 июня | Наньчан, Китай Регулярная серия $50,000+H — Хард — 32S/24Q/16D Турнир 2014                                      | Чжэнь Ти Пэн Сяньинь 6-2 3-6 [12-10]                      | Джордан Керр Фабрис Мартен                     |
| 23 июня | Падуя, Италия Регулярная серия €42,500 — Грунт — 32S/23Q/16D Турнир 2014                                        | Максимо Гонсалес 6-3 6-4                                  | Альберт Рамос                                  |
| 23 июня | Падуя, Италия Регулярная серия €42,500 — Грунт — 32S/23Q/16D Турнир 2014                                        | Роберто Майтин Андрес Мольтени 6-2 3-6 [10-8]             | Гильермо Дуран Максимо Гонсалес                |
| 30 июня | Манта, Эквадор Регулярная серия $40,000+H — Хард — 32S/32Q/16D Турнир 2014                                      | Адриан Маннарино 4-6 6-3 6-2                              | Гидо Андреосси                                 |
| 30 июня | Манта, Эквадор Регулярная серия $40,000+H — Хард — 32S/32Q/16D Турнир 2014                                      | Чейз Башанан Питер Полански 6-4 6-4                       | Луис Давид Мартинес Эдуардо Струвай            |
| 30 июня | Тоди, Италия Регулярная серия €35,000+H — Грунт — 32S/32Q/16D Турнир 2014                                       | Аляж Бедене 2-6 7-6(4) 6-4                                | Мартон Фучович                                 |
| 30 июня | Тоди, Италия Регулярная серия €35,000+H — Грунт — 32S/32Q/16D Турнир 2014                                       | Гильермо Дуран Максимо Гонсалес 6-1 3-6 [10-7]            | Рикардо Гедин Клаудио Грасси                   |
| 30 июня | Уиннетка, США Регулярная серия $50,000 — Хард — 32S/30Q/16D Турнир 2014                                         | Денис Кудла 6-2 6-2                                       | Фаррух Дустов                                  |
| 30 июня | Уиннетка, США Регулярная серия $50,000 — Хард — 32S/30Q/16D Турнир 2014                                         | Танаси Коккинакис Денис Кудла 6-2 7-6(4)                  | Эван Кинг Реймонд Сармьенто                    |
| 30 июня | Брауншвейг, Германия Регулярная серия €106,500+H — Грунт — 32S/32Q/16D Турнир 2014                              | Александр Зверев 1-6 6-1 6-4                              | Поль-Анри Матьё                                |
| 30 июня | Брауншвейг, Германия Регулярная серия €106,500+H — Грунт — 32S/32Q/16D Турнир 2014                              | Андреас Сильестрём Игорь Зеленай 7-5 6-4                  | Рамиз Джунейд Михал Мертиняк                   |